# Al-Manshiyya (Tulkarem)
Pour les articles homonymes, voir Al-Manshiyya.
Al-Manshiyya (المنشية), également appelé Khirbat Manshiyya, était un village arabe palestinien du sous-district de Tulkarem et du district de Samarie.
Il fait partie des centaines de villages expulsés en 1948, dans son cas le 15 avril 1948, lors de l’opération Coastal Clearing (en anglais "nettoyage côtièr). Il se situait à 12,5 km au nord-ouest de Tulkarem.

## Géographie
Al-Manshiyya, ou Khirbat Manshiyya,,, est situé à 12,5 km à l’ouest de Tulkarem et au nord-est d’Hadera, à une altitude moyenne de 25 m. Le village était implanté sur une colline peu pentue dominant la plaine ; la grande route côtière passait à 3 km du village, avec une route secondaire reliant les deux. D’autres routes reliaient Al-Manshiyya aux villages voisins. Les maisons sont rassemblées en un long rectangle, quelques-unes étant construites sur la route de Qaqun.
Le territoire du village s’étendait sur 16 770 dounams ; les Arabes cultivaient 1 dunam pour les agrumes et les bananes, 12 pour les vergers et les terres irriguées ; 12 485 étaient consacrés aux céréales. Quelques cultures maraîchères comme les melons, étaient aussi pratiquées. Les 437 dounams étaient classés “non-cultivables”. Les terres étaient propriétés arabes pour 12 520 dounams (75 %), publiques pour 2 % et propriétés juives pour environ 23 %.

## Histoire
D’après les habitants, ils sont originaires du village d’Abasan al-Kabera, dans le district de Gaza. Dans les années 1870, il n’y avait qu’un hameau à l’emplacement du village.

### Mandat britannique
Au recensement de 1922 mené par les autorités britanniques, Manshiyeh avait 94 habitants musulmans ; à celui de 1931, le village est recensé comme faisant partie d’Attil, avec Jalama et Zalafa.
Les kibboutz de Ein HaHoresh et Giv'at Chayirn sont fondés en 1931 et 1932 sur des terres considérées traditionnellement comme appartenant au village.
Dans les statistiques des Villages, sa population est de 260 musulmans.

### Guerre de 1948 et période israélienne
En 1948, la population du village est estimée à 302 habitants.
En décembre 1947, les villageois d’Al-Manshiyya tentent de conclure un accord de non-agression avec Guivat-Haïm,.
En avril 1948, la Haganah a mis en place la politique de nettoyage des villages arabes de la plaine côtière de Tel Aviv à Hadera avant le 15 mai. Les habitants d’Al-Manshiyya évacuent vers l’est, apparemment après avoir conclu un accord avec les représentants de la Haganah que les colons juifs protégeraient leurs biens et les autoriseraient à rentrer après la guerre. À la fin du mois d’avril, la Haganah, aidée par les colons juifs voisins, détruisait leurs maisons. Ilan Pappé replace cette expulsion dans le cadre d’opérations visant à désarabiser totalement les zones situées sur les routes Tel-Aviv-Haïfa, Haïfa-Jénine et Jaffa-Jérusalem.
Le 12 avril 1948, avant même que le village soit évacué, le comité pour les nouvelles colonies (côté juif) avait déjà attribué le territoire d’Al-Manshiyya à une nouvelle colonie.
En 1951, le moshav d’Ahituv (en) est fondé sur les terres d’Al-Manshiyya.
En 1992, les restes du village sont décrits comme suit par Khalidi : « Une rue pavée coupe le site en deux. La colonie israélienne de Guivat-Haïm est installée de chaque côté de cette rue, et il y a une grande étable au bout de celle-ci, vers le sud. Des cactus poussent près de l’entrée du village. Les pierres des maisons détruites sont utilisées pour délimiter les parterres de fleurs. Du coton, des pistaches et des arbres fruitiers poussent dans la campagne ». En 1998, les réfugiés descendant des habitants d’Al-Manshiyya expulsés étaient estimés à 1852.